# Alchemilla bombycina
Alchemilla bombycina är en rosväxtart som beskrevs av Werner Hugo Paul Rothmaler. Alchemilla bombycina ingår i släktet daggkåpor, och familjen rosväxter. Inga underarter finns listade i Catalogue of Life.